# Liste der denkmalgeschützten Objekte in Admont
Die Liste der denkmalgeschützten Objekte in Admont enthält die 36 denkmalgeschützten, unbeweglichen Objekte der Gemeinde Admont im steirischen Bezirk Liezen.

## Denkmäler
| Foto  |                 | Denkmal                                                                                             | Standort                                           | Beschreibung | Metadaten |
| ----- | --------------- | --------------------------------------------------------------------------------------------------- | -------------------------------------------------- | --- | --- |
| ja    | Datei hochladen | Leopoldinenbrunnen HERIS-ID: 81301 Objekt-ID: 95068                                                 | vor Dr. Genger-Platz 10 Standort KG: Admont        | Der Leopoldinenbrunnen zeigt neobarocke Formen und ist mit 1892 bezeichnet. | BDA-Hist.: Q38175486 Status: § 2a Stand der BDA-Liste: 2025-06-30 Name: Leopoldinenbrunnen GstNr.: 447/8 Leopoldinenbrunnen, Admont                                                                                    |
| ja BW | Datei hochladen | Evang. Pfarrkirche A.B. HERIS-ID: 50949 Objekt-ID: 56474                                            | Ev. Kirchenstraße 184 Standort KG: Admont          | Moderner Kirchenbau erbaut in den Jahren 1929–1930. | BDA-Hist.: Q28942956 Status: § 2a Stand der BDA-Liste: 2025-06-30 Name: Evang. Pfarrkirche A.B. GstNr.: .318 Evang. Pfarrkirche A.B. Admont                                                                            |
| ja    | Datei hochladen | Friedhof christlich HERIS-ID: 81310 Objekt-ID: 95077                                                | Friedhofweg 129 Standort KG: Admont                | | BDA-Hist.: Q38175508 Status: § 2a Stand der BDA-Liste: 2025-06-30 Name: Friedhof christlich GstNr.: 76/2, .202, 76/1 Friedhof Admont                                                                                   |
| ja    | Datei hochladen | Martha Wölger-Brunnen HERIS-ID: 102229 Objekt-ID: 118606                                            | südlich Hauptstraße 3 Standort KG: Admont          | Der 1980 erbaute Brunnen ist nach der Mundartdichterin Martha Wölger und ihrem 1970 erschienenen Werk Fuchs Rotrock. Der steirische Reineke benannt. | BDA-Hist.: Q37790154 Status: § 2a Stand der BDA-Liste: 2025-06-30 Name: Martha Wölger-Brunnen GstNr.: 437/6 |
| ja    | Datei hochladen | Wohnhaus HERIS-ID: 81317 Objekt-ID: 95084                                                           | Hauptstraße 24 Standort KG: Admont                 | Das Haus der Weberzunft wurde bereits 1513 urkundlich erwähnt. | BDA-Hist.: Q38175529 Status: § 2a Stand der BDA-Liste: 2025-06-30 Name: Wohnhaus GstNr.: .28/2 |
| ja    | Datei hochladen | Rathaus HERIS-ID: 50950 Objekt-ID: 56475                                                            | Hauptstraße 36 Standort KG: Admont                 | Das Rathaus wurde 1736 erbaut, die neuromanische Fassade stammt aus dem 19. Jahrhundert. 1974 wurde es restauriert. | BDA-Hist.: Q38042822 Status: § 2a Stand der BDA-Liste: 2025-06-30 Name: Rathaus GstNr.: 424/2 |
| ja    | Datei hochladen | Anlage Benediktinerstift Admont HERIS-ID: 106613 Objekt-ID: 123805                                  | Kirchplatz 1 Standort KG: Admont                   | Das Benediktinerstift Admont wurde im Jahre 1074 von Erzbischof Gebhard von Salzburg gegründet und ist damit das älteste bestehende Kloster in der Steiermark. | BDA-Hist.: Q667615 Status: § 2a Stand der BDA-Liste: 2025-06-30 Name: Anlage Benediktinerstift Admont GstNr.: .78, .335, 464/1, 72, .90, .153/1, 67/2, 240/2, .97, .98, .99, .101, .159, 429/2, .289 Stift Admont      |
| ja    | Datei hochladen | Ehem. Rüsthaus HERIS-ID: 107624 Objekt-ID: 124975                                                   | Marienpark 225 Standort KG: Admont                 | Rüsthaus der Freiwilligen Feuerwehr Admont von 1949 bis 1999 | BDA-Hist.: Q37810556 Status: § 2a Stand der BDA-Liste: 2025-06-30 Name: Ehem. Rüsthaus GstNr.: .369 |
| ja    | Datei hochladen | Bürgerhaus, Himmelstoß, Hammerherrenhaus HERIS-ID: 36826 Objekt-ID: 35848                           | Obere Bachgasse 73 Standort KG: Admont             | Das ehemalige Hammerherrenhaus Himmelstoß stammt aus dem 16. Jahrhundert. Der zweigeschoßige Bau ist an seiner Ost- und Westseite mit Sgraffiti rund um 1600 verziert, die Sgraffiti wurden 1974/75 restauriert und ergänzt. Das Portal ist mit 1748 bezeichnet, darüber hängt ein neues Wappen der Familie Himmelstoß. Den nordseitigen Giebel schmückt eine bemalte Eisenblechfigur des hl. Florians. | BDA-Hist.: Q37972183 Status: Bescheid Stand der BDA-Liste: 2025-06-30 Name: Bürgerhaus, Himmelstoß, Hammerherrenhaus GstNr.: .142                                                                                      |
| ja    | Datei hochladen | Arbeiterwohnhaus HERIS-ID: 81365 Objekt-ID: 95136                                                   | Oberhofallee 93 Standort KG: Admont                | | BDA-Hist.: Q38175640 Status: § 2a Stand der BDA-Liste: 2025-06-30 Name: Arbeiterwohnhaus GstNr.: 162 |
| ja    | Datei hochladen | Landwirtschaftlicher Speicher, Oberhofstöckl HERIS-ID: 81366 Objekt-ID: 95137                       | bei Oberhofallee 93 Standort KG: Admont            | | BDA-Hist.: Q38175649 Status: Bescheid Stand der BDA-Liste: 2025-06-30 Name: Landwirtschaftlicher Speicher, Oberhofstöckl GstNr.: 162                                                                                   |
| ja    | Datei hochladen | Oberhofmühle HERIS-ID: 36827 Objekt-ID: 35849                                                       | bei Paradiesstraße 82 Standort KG: Admont          | Die einstige Stiftsmühle stammt aus dem 17. Jahrhundert. | BDA-Hist.: Q37972193 Status: Bescheid Stand der BDA-Liste: 2025-06-30 Name: Oberhofmühle GstNr.: .131/1 |
| ja    | Datei hochladen | Kriegerdenkmal HERIS-ID: 81302 Objekt-ID: 95069                                                     | Standort KG: Admont                                | Das Kriegerdenkmal hat die Form einer dreiseitigen Pyramide und wurde 1925 aus Steinen des Großen Buchsteins im Auftrag des Militär-Veteranenvereines Admont errichtet. Der Bildhauer Hans Stöger fertigte den Adler an, die Gravur der Namensplatten besorgte die Grazer Firma Königshofer. 1955 renovierte man das Denkmal und erweiterte die Liste um die Namen der im Zweiten Weltkrieg gefallenen Admonter. | BDA-Hist.: Q38175497 Status: § 2a Stand der BDA-Liste: 2025-06-30 Name: Kriegerdenkmal GstNr.: 437/1 |
| ja    | Datei hochladen | Schloss Röthelstein HERIS-ID: 36828 Objekt-ID: 35850                                                | Aigen 32 Standort KG: Aigen                        | Das frühbarocke Schloss Röthelstein wurde in den Jahren 1655–1657 unter Abt Urban Weber als Sommerresidenz des Stiftes erbaut. | BDA-Hist.: Q21865255 Status: Bescheid Stand der BDA-Liste: 2025-06-30 Name: Schloss Röthelstein GstNr.: .44 Schloss Röthelstein                                                                                        |
| ja    | Datei hochladen | Klause Selzthal HERIS-ID: 108085 Objekt-ID: 125487                                                  | bei Aigen 45 Standort KG: Aigen                    | Die Klause in Selzthal war so wie die Klause Reithtal ein Verteidigungsbauwerk des Stiftes Admont. Die Klausen wurden im 12. Jahrhundert errichtet und dienten auch als Mautstellen des Klosters. | BDA-Hist.: Q37811915 Status: § 2a Stand der BDA-Liste: 2025-06-30 Name: Klause Selzthal GstNr.: 1169/145 Klause Selzthal, Admont                                                                                       |
| ja    | Datei hochladen | Hofkapelle HERIS-ID: 81440 Objekt-ID: 95211                                                         | bei Aigen 61 Standort KG: Aigen                    | | BDA-Hist.: Q38175762 Status: § 2a Stand der BDA-Liste: 2025-06-30 Name: Hofkapelle GstNr.: 548/2 |
| ja    | Datei hochladen | Kath. Pfarrkirche hl. Ägydius HERIS-ID: 51539 Objekt-ID: 57213                                      | Johnsbach Standort KG: Johnsbach                   | → Hauptartikel : Pfarrkirche Johnsbach f1 | BDA-Hist.: Q38045852 Status: § 2a Stand der BDA-Liste: 2025-06-30 Name: Kath. Pfarrkirche hl. Ägydius GstNr.: .1 Pfarrkirche Johnsbach                                                                                 |
| ja    | Datei hochladen | Sog. Bergsteigerfriedhof HERIS-ID: 82085 Objekt-ID: 95890                                           | bei Johnsbach 1 Standort KG: Johnsbach             | Der Bergsteigerfriedhof um die Pfarrkirche hl. Ägydius ist die letzte Ruhestätte vieler im Gesäuse verunglückter Bergsteiger. Er liegt gegenüber dem Kirchengrat auf den Großen Ödstein. Eine seit dem Jahr 1810 geführte Verunglücktenliste enthält hunderte Namen. 1885 wurde der erste Bergtote hier bestattet, insgesamt waren es 83, von denen heute noch 49 Gräber mit 59 Toten erhalten sind. Bekanntester Toter ist der Maler Gustav Jahn. An Fritz Kasparek erinnert eine Gedenktafel. 2010 wurde das 200-jährige Bestehen des Friedhofs begangen. | BDA-Hist.: Q28054651 Status: § 2a Stand der BDA-Liste: 2025-06-30 Name: Sog. Bergsteigerfriedhof GstNr.: 1/1, .80 Bergsteigerfriedhof Johnsbach                                                                        |
| ja    | Datei hochladen | Pfarrhof HERIS-ID: 51540 Objekt-ID: 57214                                                           | Johnsbach 1 Standort KG: Johnsbach                 | Der Pfarrhof wurde 1608 erbaut. Er beinhaltet ein Kruzifix von Josef Thaddäus Stammel. | BDA-Hist.: Q38045864 Status: § 2a Stand der BDA-Liste: 2025-06-30 Name: Pfarrhof GstNr.: .2 |
| ja    | Datei hochladen | Bauernhof (Anlage) Oberkainz HERIS-ID: 82092 Objekt-ID: 95897                                       | Johnsbach 44 Standort KG: Johnsbach                | | BDA-Hist.: Q38177623 Status: § 2a Stand der BDA-Liste: 2025-06-30 Name: Bauernhof (Anlage) Oberkainz GstNr.: .22/1 |
| ja    | Datei hochladen | Forst-/Jagdhaus HERIS-ID: 82089 Objekt-ID: 95894                                                    | Johnsbach 77 Standort KG: Johnsbach                | | BDA-Hist.: Q38177614 Status: § 2a Stand der BDA-Liste: 2025-06-30 Name: Forst-/Jagdhaus GstNr.: .46/3 Forst-/Jagdhaus Johnsbach                                                                                        |
| ja    | Datei hochladen | Fußgängerbrücke, Johnsbach-Steg HERIS-ID: 99556 Objekt-ID: 115703                                   | Standort KG: Johnsbach                             | Anmerkung: Der Johnsbach-Steg verbindet die Katastralgemeinden Johnsbach und Weng im Gesäuse über die Enns. | BDA-Hist.: Q37774362 Status: § 2a Stand der BDA-Liste: 2025-06-30 Name: Fußgängerbrücke, Johnsbach-Steg GstNr.: 570/1; 713/2; 1093/7 Johnsbach-Steg                                                                    |
| ja    | Datei hochladen | Schloss Kaiserau HERIS-ID: 81449 Objekt-ID: 95220                                                   | Krumau 1 Standort KG: Krumau                       | → Hauptartikel : Schloss Kaiserau f1 | BDA-Hist.: Q21868221 Status: § 2a Stand der BDA-Liste: 2025-06-30 Name: Schloss Kaiserau GstNr.: .1/1, 626 Schloss Kaiserau (Admont)                                                                                   |
| ja    | Datei hochladen | Hammerherrenhaus HERIS-ID: 69518 Objekt-ID: 82602                                                   | Krumau 11 Standort KG: Krumau                      | | BDA-Hist.: Q38122636 Status: Bescheid Stand der BDA-Liste: 2025-06-30 Name: Hammerherrenhaus GstNr.: .12/2 |
| ja    | Datei hochladen | (Getreide)Kasten HERIS-ID: 81462 Objekt-ID: 95236                                                   | gegenüber Krumau 39 Standort KG: Krumau            | | BDA-Hist.: Q38175812 Status: § 2a Stand der BDA-Liste: 2025-06-30 Name: (Getreide)Kasten GstNr.: .46/2 |
| ja    | Datei hochladen | Drei Bildstöcke Passion Christi HERIS-ID: 82038 Objekt-ID: 95842                                    | Hall Standort KG: Oberhall                         | | BDA-Hist.: Q38177475 Status: § 2a Stand der BDA-Liste: 2025-06-30 Name: Drei Bildstöcke Passion Christi GstNr.: 828/3, 855                                                                                             |
| ja    | Datei hochladen | Kath. Pfarrkirche Zum Hl. Kreuz und Friedhof HERIS-ID: 51499 Objekt-ID: 57164                       | Hall Standort KG: Unterhall                        | → Hauptartikel : Pfarrkirche Hall bei Admont f1 | BDA-Hist.: Q27956686 Status: § 2a Stand der BDA-Liste: 2025-06-30 Name: Kath. Pfarrkirche Zum Hl. Kreuz und Friedhof GstNr.: .47, 401 Pfarrkirche Hall bei Admont                                                      |
| ja    | Datei hochladen | Bauernhaus HERIS-ID: 82023 Objekt-ID: 95827                                                         | Hall 87 Standort KG: Unterhall                     | | BDA-Hist.: Q38177428 Status: § 2a Stand der BDA-Liste: 2025-06-30 Name: Bauernhaus GstNr.: 614/1 |
| ja    | Datei hochladen | Landwirtschaftliche Berufsschule Grabnerhof HERIS-ID: 82025 Objekt-ID: 95829                        | Hall 224 Standort KG: Unterhall                    | | BDA-Hist.: Q38177435 Status: § 2a Stand der BDA-Liste: 2025-06-30 Name: Landwirtschaftliche Berufsschule Grabnerhof GstNr.: 186/1, .203, 184/4 Landwirtschaftliche Berufsschule Grabnerhof                             |
| ja    | Datei hochladen | Bauernhaus Seewald HERIS-ID: 84353 Objekt-ID: 98445                                                 | Buchau 42 Standort KG: Weng                        | Das Bauernhaus Seewald ist ein zweigeschoßiges Bauernhaus mit Schopfwalmdach und wurde im 18./19. Jahrhundert über einem gemauerten Sockel komplett in Holzblockbauweise errichtet. | BDA-Hist.: Q38182678 Status: § 2a Stand der BDA-Liste: 2025-06-30 Name: Bauernhaus Seewald GstNr.: .49/1; Bauernhof Seewald                                                                                            |
| BW    | Datei hochladen | Bauernhof (Anlage) Großegg HERIS-ID: 84357 Objekt-ID: 98449                                         | Buchau 54 Standort KG: Weng                        | | BDA-Hist.: Q38182689 Status: § 2a Stand der BDA-Liste: 2025-06-30 Name: Bauernhof (Anlage) Großegg GstNr.: .57/1 |
| ja    | Datei hochladen | Ortskapelle Gstatterboden bzw. Hubertuskapelle HERIS-ID: 84365 Objekt-ID: 98458                     | in der Nähe von Gstatterboden 49 Standort KG: Weng | Die Ortskapelle in Gstatterboden wurde anlässlich ihres 70-jährigen Bestehens von den Steiermärkischen Landesforsten gebaut und am 24. Juni 1962 geweiht. Der Tabernakel stammt von Gottfried Prabitz, die Glasfenster stammen aus der Werkstätte des Klosters Schlierbach und zeigen die hll. Clemens, Josef und Hubertus. Die einzige Glocke stammt aus St. Florian bei Linz und trägt die Hubertuslegende als Halbrelief mit dem Schriftzug: Ich rufe und segne ‐ Kapelle Gstatterboden 1962.                                                            | BDA-Hist.: Q38182711 Status: § 2a Stand der BDA-Liste: 2025-06-30 Name: Ortskapelle Gstatterboden bzw. Hubertuskapelle GstNr.: 594/1 Kapelle Gstatterboden                                                             |
| ja    | Datei hochladen | Friedhofskapelle, Sebastianikapelle HERIS-ID: 51970 Objekt-ID: 57819                                | Weng Standort KG: Weng                             | → Hauptartikel : Sebastianikapelle (Weng) f1 | BDA-Hist.: Q38048292 Status: § 2a Stand der BDA-Liste: 2025-06-30 Name: Friedhofskapelle, Sebastianikapelle GstNr.: .1/2 Sebastianikapelle (Weng)                                                                      |
| ja    | Datei hochladen | Jagdhaus HERIS-ID: 84358 Objekt-ID: 98450                                                           | Weng 56 Standort KG: Weng                          | Das Jagdhaus wurde 1890/91 von Architekt Emil Bressler (1847–1921) für Paul von Schoeller (1853–1920) am Fuße des Kleinen Buchsteins erbaut. | BDA-Hist.: Q38182700 Status: § 2a Stand der BDA-Liste: 2025-06-30 Name: Jagdhaus GstNr.: .111 |
| ja    | Datei hochladen | Volksschule HERIS-ID: 84351 Objekt-ID: 98443                                                        | Weng 83 Standort KG: Weng                          | | BDA-Hist.: Q38182666 Status: § 2a Stand der BDA-Liste: 2025-06-30 Name: Volksschule GstNr.: 185/5 Volksschule Weng |
| ja    | Datei hochladen | Kath. Pfarrkirche hll. Kosmas und Damian mit Friedhof und Pfarrhof HERIS-ID: 51971 Objekt-ID: 57820 | Weng 200 Standort KG: Weng                         | Urkundlich wurde 1393 eine Kirche genannt. 1416 wurde ein Neubau wohl durch Niklas Velbacher geweiht. 1646 wurde die Kirche unter Abt Urban umgestaltet und erhielt ein neues Langhausgewölbe. Nach einem Brand 1889 erfolgte ein eingreifender Neubau. 1786 wurde die Kirche zur Pfarrkirche erhoben und dem Stift Admont inkorporiert. | BDA-Hist.: Q38048305 Status: § 2a Stand der BDA-Liste: 2025-06-30 Name: Kath. Pfarrkirche hll. Kosmas und Damian mit Friedhof und Pfarrhof GstNr.: .1/1, 343/2, .3 Pfarrkirche hll. Kosmas und Damian, Weng im Gesäuse |

## Ehemalige Denkmäler
| Foto |                 | Denkmal                                                     | Standort                         | Beschreibung | Metadaten |
| ---- | --------------- | ----------------------------------------------------------- | -------------------------------- | --- | --- |
| ja   | Datei hochladen | Mödringer-Brücke bis 2010                                   | nahe Aigen 60 Standort KG: Aigen | Die alte Holzbrücke wurde am 18. Juli 2010 durch Treibholzstau beschädigt, musste in der Folge abgerissen und durch einen Neubau ersetzt werden. Anmerkung: Die Brücke überquert die Enns, die hier die Gemeindegrenze zu Ardning bildet. | WD-Item: fehlt! Status: § 2a Stand der BDA-Liste: 2010-06-22 Name: Mödringer-Brücke GstNr.: 1203, 1212/4, 1212/45 Mödringerbrücke       |
| ja   | Datei hochladen | Bauernhaus, vulgo Haindl Objekt-ID: 95229bis 2011           | Krumau 59 Standort KG: Krumau    | Anmerkung: 2011 das letzte Mal auf Orthofotos erkennbar | BDA-Hist.: Q106677223 Status: § 2a Stand der BDA-Liste: 2011-05-30 Name: Bauernhaus, vulgo Haindl GstNr.: .90/1                         |
| ja   | Datei hochladen | Straßenbrücke, Lauferbauer-Brücke Objekt-ID: 121113bis 2015 | Standort KG: Krumau              | Die Lauferbauer-Brücke überquert die Enns, die hier die Katastralgemeinden Krumau und Weng im Gesäuse verbindet. | BDA-Hist.: Q106677235 Status: § 2a Stand der BDA-Liste: 2015-06-26 Name: Straßenbrücke, Lauferbauer-Brücke GstNr.: 43/3, 671/3          |
| ja   | Datei hochladen | Straßenbrücke, Lauferbauer-Brücke Objekt-ID: 98459bis 2015  | Standort KG: Weng                | Die Brücke überquert die Enns, die hier die Katastralgemeinden Krumau und Weng verbindet. | BDA-Hist.: Q106677234 Status: § 2a Stand der BDA-Liste: 2015-06-26 Name: Straßenbrücke, Lauferbauer-Brücke GstNr.: 517/2, 526/5, 1093/1 |